# Assassination File: Operation Laskey
Assassination File: Operation Laskey (The Assassination File) ist ein US-amerikanischer Thriller aus dem Jahr 1996. Regie führte John Harrison, das Drehbuch schrieb Bruce Miller.

## Handlung
Die FBI-Agentin Lauren Jacobs wird mit dem Schutz des Senators Alan Laskey beauftragt, der als erster Afroamerikaner für das Amt des Präsidenten der Vereinigten Staaten kandidiert. Laskey wird ermordet, Jacobs wird die Schuld für das Scheitern der Schutzmaßnahmen gegeben. Jacobs kündigt darauf ihren Job beim FBI und arbeitet als Kunstlehrerin.
Jacobs erhält einige Zeit später Indizien dafür, dass hinter der Ermordung von Laskey ein Komplott stand. Sie ermittelt über die Hintergründe, wobei sie von ihrem Freund Jack Byrne unterstützt wird. Jacobs und Byrne finden ein Videoband, das die Existenz einer Verschwörung beweist. Der Sohn des ermordeten Senators will es auf einer Pressekonferenz veröffentlichen. Falsche FBI-Agenten versuchen, Jacobs und Byrne zu töten sowie das Gebäude in die Luft zu sprengen – sie unterliegen jedoch in einem Kampf.

## Kritiken
Der Filmdienst lobte: „Solide entwickelter Politthriller; gutes Gespür für Timing, Rhythmus und Atmosphäre, verblüffende Wendungen und trickreichen Überraschung runden den jederzeit logisch nachvollziehbaren Film ab.“
Die Zeitschrift TV direkt bescheinigte dem Film „perfektes Handwerk ohne Logik-Brüche“.
Die Zeitschrift rtv schrieb, der Film sei „mit viel Tempo inszeniert“.

## Hintergründe
Der Film wurde in Pittsburgh gedreht.